# 100 Wayz
Albums de Tha Dogg Pound
Keep on Ridin
(2010) Doggy Bag
(2012)
100 Wayz est le septième album studio de Tha Dogg Pound, sorti le 17 août 2010.
L'album s'est classé 83e au Top R&B/Hip-Hop Albums.

## Liste des titres
| No  | Titre | Contient un (des) sample(s) de                              | Durée |
| --- | --- | ----------------------------------------------------------- | ----- |
| 1.  | D.P.G. 2010 (featuring RBX – Produit par Daz Dillinger)                                                             | Intro/Rhyme Pays d'Ice-T                                    | 1:23  |
| 2.  | All You (Produit par Daz Dillinger et Soopafly)                                                                     |                                                             | 3:57  |
| 3.  | Dogg Pound Gangstaz (Produit par Daz Dillinger, Ivan Johnson et Soopafly)                                           |                                                             | 3:14  |
| 4.  | Another Clip (featuring Soopafly et RBX – Produit par Daz Dillinger et Soopafly)                                    |                                                             | 4:30  |
| 5.  | Skyz tha Limit (Produit par Soopafly)                                                                               |                                                             | 4:17  |
| 6.  | Gotta Let You Know (featuring Nicole Wray et A-Dubb – Produit par Daz Dillinger, Ivan Johnson et Soopafly)          | Ashley's Roachclip des Soul Searchers                       | 3:55  |
| 7.  | Good Pussy (Produit par Daz Dillinger, Ivan Johnson et Soopafly)                                                    |                                                             | 3:31  |
| 8.  | Cheat'n Ass Lover (featuring Soopafly, Nate Dogg et Dru Down – Produit par Daz Dillinger et Soopafly)               |                                                             | 4:28  |
| 9.  | Smell'n Like Brand New Money (featuring Mac Shawn 100 – Produit par Troy Sanders)                                   |                                                             | 4:00  |
| 10. | I Fears No One (Produit par Daz Dillinger et Soopafly)                                                              |                                                             | 4:31  |
| 11. | I Don't Care (featuring The Lady of Rage – Produit par Daz Dillinger et Soopafly)                                   | Top Billin' d'Audio Two                                     | 3:35  |
| 12. | Do U Drank (Produit par Daz Dillinger et Soopafly)                                                                  | Life of the Party de Snoop Dogg, Too $hort et Mistah F.A.B. | 4:28  |
| 13. | Fly Azz Fucc (featuring Snoop Dogg et The Lady of Rage – Produit par Daz Dillinger et Soopafly)                     |                                                             | 4:03  |
| 14. | Crazy N tha Club (Produit par Daz Dillinger et Soopafly)                                                            |                                                             | 3:30  |
| 15. | Spread the Luv (featuring Butch Cassidy, Celly Cel et LaToiya Williams – Produit par Daz Dillinger et Ivan Johnson) | How Deep Is Your Love de Keith Sweat                        | 5:19  |
| 16. | Otha'side of Town (featuring Soopafly et Tokedasmoke – Produit par Daz Dillinger, Ivan Johnson et Soopafly)         | The Other Side of Town de Curtis Mayfield                   | 4:37  |
| 17. | 100 Wayz (Produit par Daz Dillinger et Ivan Johnson)                                                                | One Hundred Ways de Quincy Jones featuring James Ingram     | 3:55  |